# Triệu Sung Quốc
Triệu Sung Quốc (chữ Hán: 趙充國; 137 TCN – 52 TCN), tên tự là Ông Thúc, người Thượng Khuê quận Lũng Tây, là danh thần và danh tướng thời Tây Hán.

## Tiểu sử
Triệu Sung Quốc là người trầm tĩnh, tính tình phóng khoáng, có dũng lược, từ nhỏ đã thích làm tướng soái, ham học binh pháp, hay lưu tâm tới những việc biên phòng, quen thuộc tập tính của người Hung Nô và Đê Khương. Ban đầu từ con nhà lành sung quân kỵ binh. Vì có tài cưỡi ngựa bắn tên nên được điều sang Vũ Lâm quân.
Thời Hán Vũ Đế, Triệu Sung Quốc cùng Nhị sư tướng quân Lý Quảng Lợi tấn công Hung Nô, đích thân ông dẫn theo 700 tráng sĩ đột phá vòng vây của quân Hung Nô. Hán Vũ Đế xét công lao phong làm Trung lang, sau được thăng lên Xa kỵ tướng quân Trưởng sử. Thời Hán Chiêu Đế, từng giữ các chức Đại tướng quân đô úy, Trung lang tướng, Thủy hành đô úy, Hậu tướng quân, mang quân dẹp yên cuộc nổi loạn của người Đê quận Vũ Đô, tiến đánh Hung Nô, bắt sống Tây Kỳ vương. Sau khi Hán Chiêu Đế mất, cùng với Hoắc Quang tôn lập Hán Tuyên Đế, được phong Doanh Bình hầu. Về sau, nhậm chức Bồ Loại tướng quân, Hậu tướng quân, Thiếu phủ. Năm Thần Tước nguyên niên (năm 61 TCN), Tuyên Đế dùng kế sách của ông, bình định cuộc nổi loạn của người Khương, tiến hành lập đồn điền. Năm Thần Tước thứ 2 (năm 60 TCN), các tộc người Khương đầu hàng, ít lâu sau Triệu Sung Quốc lâm trọng bệnh qua đời, thụy hiệu là Tráng hầu, Hán Thành Đế sau khi lên ngôi đã phái người vẽ tranh ông làm kỷ niệm.
Con cháu là Triệu Khâm được nối dõi chức tước, Khâm lấy Kính Vũ công chúa, không có con, Kính Vũ công chúa bèn sai thê thiếp của Khâm là Tập thị giả mang thai, lấy con của người thiếp vờ nói là con do mình sinh ra. Sau khi Triệu Khâm mất, Tập thị giả đem Triệu Sầm là con mình được kế tục tước hầu, Tập thị làm Thái phu nhân, Triệu Sầm từ lúc cha sinh mẹ đẻ đã ham thích tiền tài, về sau triều đình phát hiện Sầm không phải là con của Triệu Khâm, nước phong bị phế bỏ.
Đến những năm Nguyên Thủy, phục hồi tước phong cho chắt của Triệu Sung Quốc là Triệu Cấp làm Doanh Bình hầu.